# 2047
|  | Denne artikel beskriver en fremtidig begivenhed Denne artikel eller sektion handler om planlagt eller forventet fremtidig begivenhed. Der kan forekomme spekulativ information, og indholdet kan ændres dramatisk når begivenheden nærmer sig og mere information bliver tilgængelig. |

| 2047               |
| ------------------ |
| Dødsfald - Fødsler |
|                    |

| Gregoriansk kalender | 2047 MMXLVII            |
| Ab urbe condita      | 2800                    |
| Armensk kalender     | 1496 ԹՎ ՌՆՂԶ            |
| Kinesiske kalender   | 4743 – 4744 丙寅 – 丁卯 |
| Etiopisk kalender    | 2039 – 2040             |
| Jødisk kalender      | 5807 – 5808             |
| Hindukalendere       |                         |
| - Vikram Samvat      | 2102 – 2103             |
| - Shaka Samvat       | 1969 – 1970             |
| - Kali Yuga          | 5148 – 5149             |
| Iransk kalender      | 1425 – 1426             |
| Islamisk kalender    | 1470 – 1471             |

2047 (MMXLVII) begynder året på en tirsdag. Påsken falder dette år den 14. april.
Se også 2047 (tal)

## Forudsigelser og planlagte hændelser
- 1. juli – Den politiske forordning "Et land, to systemer" på Hong Kong, som er garanteret til at vare 50 år fra 1. juli 1997, vil løbe ud. Forordningen var indført af Kinas daværende leder Deng Xiaoping (1904-1997) for at håndtere genforeningen af Hong Kong med Folkerepublikken Kina i 1997 og betinget i den fælles kinesiske – britiske deklaration Sino-British Joint Declaration.
- Juli – En besked sendt fra den 70-meter store radar i Jevpatorija, Ukraine mod stjernen 47 Ursae Majoris når dets destination.
- 23. juli – Den officielle tohundrededags for grundlæggelsen af Salt Lake City i Utah, USA. Store festiviteter er planlagt af byen, staten Utah og kirken Jesu Kristi Kirke af Sidste Dages Hellige.
- 17. august – Efter amerikansk copyrightlovgivning gældende i 2008 vil Elvis Presleys musik blive public domain.
- Ifølge BP halvårlige vurdering i 2007 vil olien være sluppet op i 2047.[1] Dette blev i 2014 justeret til 2067.[2]

## I fiktion
- Event Horizon (1997) – en amerikansk science fiction / skrækfilm. Et redningshold sendes til et forfaldent rumskib, der forsvandt på en rejse mod Proxima Centauri, i bane omkring Neptun, hvor en ubeskrivelig rædsel venter dem.

## Billeder
- Deng Xiaoping i 1941
- Salt Lake City, 1908
- Elvis Presley